# Miriam Muñoz Resta
Miriam Muñoz Resta (Palma, Mallorca, 21 d'agost de 1981) és una política mallorquina, diputada al Congrés dels Diputats en la VIII i IX Legislatures.
Estudiant de pedagogia, és Secretària General dels Joves de Palma i Secretària de Moviments Socials i ONG's del Comitè Palma Eixample (PSIB-PSOE). Ha estat regidora electa de l'Ajuntament de Palma a les eleccions municipals espanyoles de 2007 fins a març del 2008, i diputada per Mallorca a les eleccions generals espanyoles de 2004 en substitució de Francesc Antich i a eleccions generals espanyoles de 2008, la diputada elegida més jove de la legislatura